# Golf Club Třinec
Golf Club Třinec je český golfový klub, který byl založen v roce 1976 (tehdy jako oddíl TJ Tesla Oldřichovice). Mužský i ženský tým hrají extraligu.
Domovským hřištěm klubu je Golf Resort Ropice, který má nyní[kdy?] osmnáct jamek, v roce 2023 ovšem bude přistavěno dalších devět jamek, hřiště tak bude patřit do pomyslné „Velké sedmy“. K lokalitám s minimálně 27 jamkami, a tedy s třemi plnohodnotnými devítkami, (takové jsou zatím středočeský Karlštejn a Panorama Kácov, západočeský Darovanský Dvůr a brněnská Kaskáda).
Hřiště patří mezi 10 nejlepších v Česku.

## Vývoj názvu
- 1976 – TJ Tesla Oldřichovice (Tělovýchovná jednota Tesla Oldřichovice)
- 1983 – Golf Club Třinec
- 1999 – Beskydský golfový klub
- 2023 – Golf Club Třinec[1]

## Sezóna 2023
V sezóně 2023 získal ženský tým Třince stříbrnou medaili, skončila tak jeho nadvláda z předchozích čtyř let, mužský tým skončil čtvrtý.